# Paul-François Dubois
Pour les articles homonymes, voir Dubois.
Paul-François Dubois est un enseignant et homme politique français d'orientation libérale, né à Rennes (Ille-et-Vilaine) le 2 juin 1793 et mort à Paris le 16 juin 1874. 

## Biographie
Paul-François Dubois est le fils de Paul-Pierre-Jean Dubois, garde-magasin des hôpitaux militaires, et de Jeanne-Françoise Richebraque.
Il fit ses études au lycée de Rennes, puis entra en 1812 au Pensionnat normal et fut nommé régent de mathématiques à Guérande en 1814. En 1815, il refusa de prêter serment à l’Acte additionnel aux constitutions de l'Empire, ne fut pas inquiété, mais, s'étant enrôlé dans la fédération bretonne qui défendit Guérande contre les royalistes, il fut destitué à la Seconde Restauration.
Cette disgrâce dura peu puisque dès novembre 1815, il fut nommé régent de langue grecque, puis de rhétorique au collège de Falaise. Professeur de seconde au lycée de Limoges (1818), professeur de rhétorique à Besançon (octobre 1819), il enseigna l’éloquence française à la faculté des lettres et fut nommé en 1820 professeur de rhétorique au lycée Charlemagne à Paris. Il participe alors à la charbonnerie et devient franc-maçon au sein de la loge des amis de l'Armorique.
Suspendu pour manquement au devoir de réserve et chassé de l'Université en 1823, il collabora aux Tablettes universelles, au Censeur européen.
En 1824, avec Pierre Leroux, Jean-Philibert Damiron, Théodore Simon Jouffroy et Alexandre Lachevardière, il fonda Le Globe, journal d'inspiration libérale, l'un des plus opposés au régime de la Restauration. Ce fut l'organe des Doctrinaires avant la Révolution de 1830 et des Saint-Simoniens après celle-ci.
Le 15 février 1830, il publia dans Le Globe « La France et les Bourbons en 1830 », qui le conduisit devant la cour d'assises. Il se défendit lui-même avec l'assistance de Renouard, et fut condamné à 4 mois de prison et 2 000 francs d'amende. Il obtint de purger sa peine dans une maison de santé et en sortit à la nouvelle des ordonnances de juillet. Il participe à la révolution de Juillet et pousse à l'instauration d'une nouvelle république basée sur la fraternité. Il prit un moment la direction du Globe, qu'il abandonna le 14 août suivant par suite de dissensions entre les fondateurs.
Le 20 septembre de cette même année, il eut avec Sainte-Beuve un duel au pistolet où le critique se battit avec un parapluie à la main « voulant bien être tué, disait-il, mais non mouillé ». Ils se réconcilièrent ultérieurement et Sainte-Beuve disait de Dubois : « C'est un homme sur les seconds plans, d'un talent et d'une verve très remarquables ».
La monarchie de Juillet le réintégra dans les cadres de l'université en le nommant inspecteur général des études (octobre 1830).
Le 5 juillet 1831, Paul-François Dubois fut élu député par le 1er collège électoral de la Loire-Inférieure (Nantes). Il fut réélu sans interruption jusqu'en 1848 : le 21 juin 1834, le 4 novembre 1837, le 2 mars 1839, le 25 juin 1839, après sa nomination comme conseiller titulaire de l'Université, le 4 avril 1840, après sa nomination comme directeur de l’École normale, le 9 juillet 1842, le 1er août 1846. Il soutint constamment la politique ministérielle, mais conserva toujours une certaine indépendance : il vota contre l'indemnité Pritchard et pour la proposition Rémusat contre les députés fonctionnaires. Il fut plusieurs fois secrétaire de la Chambre des députés et fit partie d'un grand nombre de commissions.
L'École normale devient « supérieure » en 1845. La Révolution de 1848 mit un terme à sa carrière parlementaire. Il abandonna en même temps la chaire de littérature française qu'il occupait à l'École polytechnique depuis 1834. Ses opinions libérales lui firent perdre, en 1850, la direction de l'École normale supérieure, et la dissolution de l'ancien Conseil de l'Instruction publique (avril 1852) lui enleva ses dernières fonctions universitaires. Il vécut dès lors dans la retraite, mais fut toutefois élu à l'Académie des sciences morales et politiques le 13 avril 1870.

## Œuvres
- Traduction française (anonyme) de l' Histoire de l'Église de Reims de Flodoard, publiée dans la Collection des Mémoires relatifs à l'histoire de France... dirigée par François Guizot. Paris, Brière, 1824.
- Fragments littéraires : articles extraits du Globe précédés d'une notice biographique par M.E. Vacherot et d'éclaircissements historiques, Paris, E. Thorin, 1879
- Notes inédites de P.-F. Dubois sur Tertullien, publ. par H. Matrod, Vannes, Impr. de Lafolye frères, 1903.

- Des papiers personnels de Paul-François Dubois sont conservés aux Archives nationales, site de Pierrefitte-sur-Seine, sous la cote 319AP : Inventaire des fonds.